# Hysteropezizella
Hysteropezizella Höhn. – rodzaj grzybów z rzędu tocznikowców (Helotiales).

## Systematyka i nazewnictwo
Pozycja w klasyfikacji według Index FungorumIncertae sedis, Helotiales, Leotiomycetidae, Leotiomycetes, Pezizomycotina, Ascomycota, Fungi.
Gatunki występujące w Polsce
- Hysteropezizella diminuens (P. Karst.) Nannf. 1932

Nazwy naukowe na podstawie Index Fungorum. Wykaz gatunków według M.A. Chmiel.